# Cristoforo Orimina
Cristoforo Orimina (Napoli, ... – ...; fl. XIV secolo) è stato un miniaturista italiano, pittore di corte per Roberto d'Angiò e Giovanna I di Napoli.
Gli Orimini erano una famiglia patrizia partenopea, residente nell'attuale Via dei Cimbri.
Cristoforo firmò l'ultimo foglio di un manoscritto della Bibbia; la comparazione stilistica consente di attribuirgli numerose altre opere, tra cui la Bibbia di Hamilton, conservata a Berlino.